# Josep Tous i Soler
Josep Tous i Soler, conegut com a Pare Tous, (Igualada, 31 de març de 1811 - Barcelona, 27 de febrer de 1871) va ésser un frare caputxí, fundador de la Congregació de les Caputxines de la Mare del Diví Pastor. Fou beatificat el 25 d'abril de 2010 a Santa Maria del Mar.

## Vida

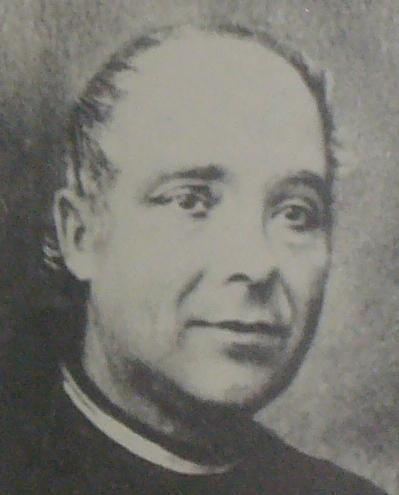
Josep Tous i Soler

Josep Tous va néixer al carrer Sant Josep d'Igualada el 31 de març de 1811 al si d'una família molt cristiana, essent el novè dels dotze fills de Nicolau Tous Carreras i Francesca Soler Ferrer. Fou batejat l'endemà, l'1 d'abril, a la parròquia de Santa Maria, essent padrí el seu germà gran Nicolau Tous i Soler. L'any 1824 ingressà al convent dels Caputxins d'Igualada i aviat es desvetllà la seva vocació religiosa. Als quinze anys es va fer postulant de l'Orde de Frares Menors Caputxins. El 18 de febrer de 1827 professà com a novici al convent dels Caputxins de Sarrià i el 19 de febrer de 1828 va fer la professió religiosa amb vots solemnes, prenent el nom de fra Josep d'Igualada. Estudià teologia i filosofia, residint als convents de Calella, Girona, Valls i Vilanova, fins a ser ordenat prevere el 24 de maig de 1834. Destinat al convent de Santa Madrona de Barcelona, hagué de sortir-ne el juliol de 1835 arran de l'exclaustració i dispersió dels religiosos. Marxà exiliat a França i, tot predicant pels pobles, arriba a Gareccio (Itàlia). Finalment s'instal·la a Tolosa de Llenguadoc, juntament amb el seu germà, també caputxí. Allí fou el sacerdot d'un monestir de monges benedictines fins al 1842.
Torna a Barcelona l'any 1843 i hi exerceix el ministeri de sacerdot. Mentre no es torna a autoritzar la vida conventual, viu amb els seus pares. Fou destinat durant 4 anys a Esparreguera, i després, per motius de salut, a la parròquia de Sant Francesc de Paula. Promou la devoció a l'Eucaristia i Maria, com a mare de Jesús, el Bon Pastor, i funda una associació de devoció anomenada Associació de Donzelles de la Nena i Màrtir Santa Romana. Aconsellat pel pare Claret, i veient les necessitats d'educació intel·lectual i espiritual dels joves sense recursos, va decidir posar-hi remei i va fundar la congregació de les Caputxines de la Mare del Diví Pastor el 1850 a Ripoll, juntament amb les primeres germanes: Elisabet Jubal, Marta Suñol i Remei Palos. Tous va redactar les constitucions de la congregació partint de la Regla de Santa Clara i les dels clarisses caputxines de Maria Àngela Astorc, creant així una congregació de terciàries caputxines dedicades a l'ensenyament. L'any 1857 abandonaren Ripoll i van vendre l'edifici que estaven construint a causa de problemes amb l'ajuntament.

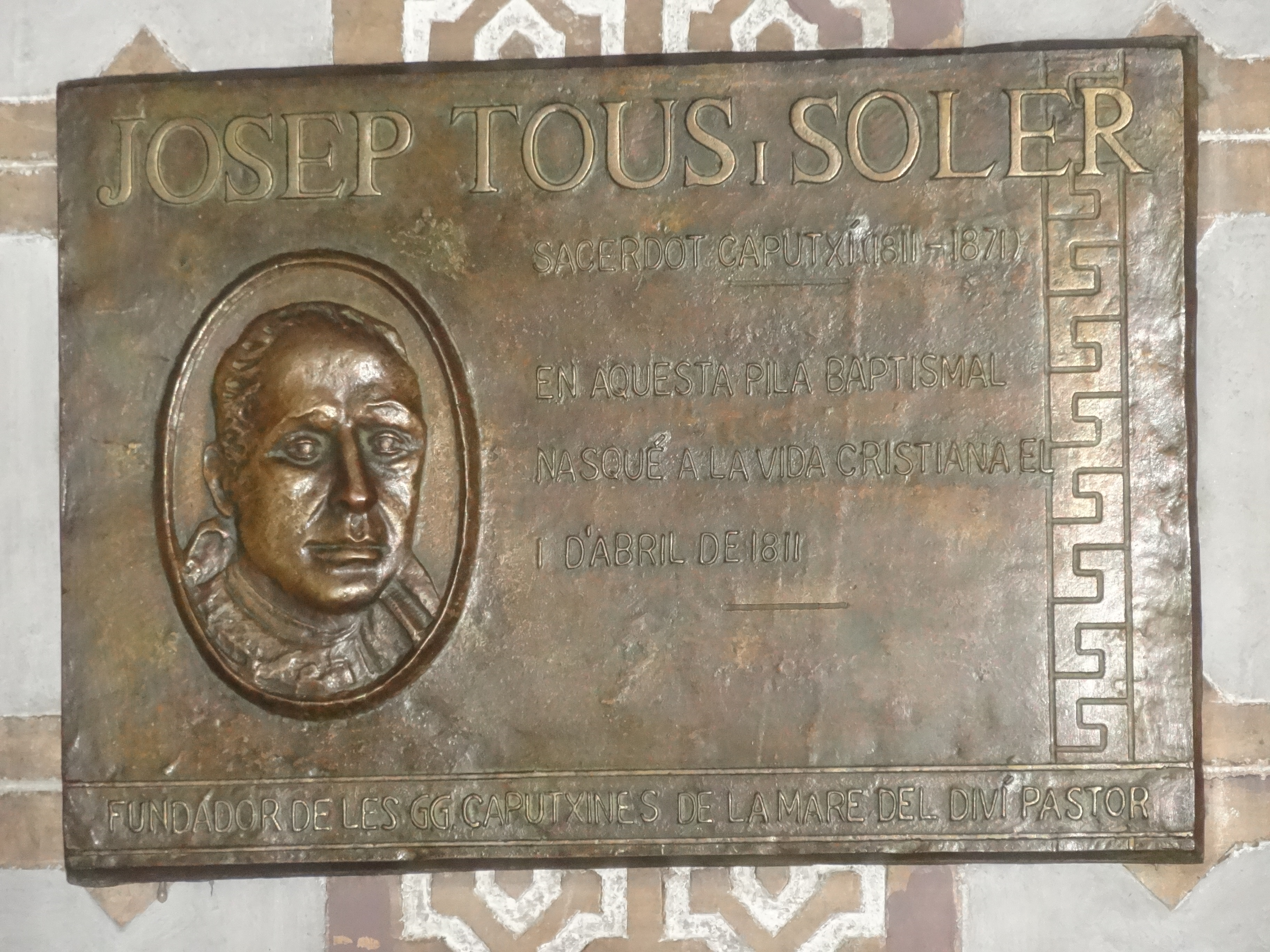
Placa que recorda el seu baptisme a la basílica de Santa Maria d'Igualada.

El 1858 es traslladaren a Capellades, on establiren la casa mare, i ell retornà a Barcelona. De mica en mica la congregació obre col·legis a Sant Quirze de Besora, a Barcelona, primer al carrer Bou i després a l'Alt de Sant Pere, i a Madrid. Tous té cura del creixement de l'institut i l'assistència i formació de les germanes que en formen part. Va morir a Barcelona, mentre deia missa al convent de la congregació, el 27 de febrer de 1871. La ciutat d'Igualada anomenà un carrer en honor seu, i una placa recorda el seu baptisme a la basílica de Santa Maria. També s'instal·là una placa al carrer Sant Josep, lloc on va néixer.

## Veneració
El Pare Tous va ser beatificat el 25 d'abril de 2010 a Santa Maria del Mar (Barcelona), en la primera beatificació celebrada a Barcelona des de l'Edat mitjana. La beatificació va ser presidida pel cardenal Tarcisio Bertone, secretari d'Estat del Vaticà, i el cardenal Lluís Martínez Sistach. Es fixà la festa litúrgica el 27 de maig, aniversari de l'ordenació del prevere.
Josep Tous és el sisè igualadí beatificat, després d'Ignasi Casanovas, Clemència Riba, Gaudenci, Priscil·lià i Antolí, tots ells religiosos morts durant la Guerra Civil espanyola, en 1936.